# Boeginezen
De Boeginezen, Buginezen of Bugis zijn een etnische groep, de grootste van de drie belangrijkste taal- en etnische groepen van Zuid-Sulawesi, de zuidwestelijke provincie van het eiland Sulawesi in Indonesië. 
Ver voor de komst van de Portugese en Nederlandse kolonisten voeren de Boeginezen met hun 'pinisin' (schoeners) naar naburige eilanden in het huidige Indonesië en Maleisië. Men had handelsvestigingen op Sumatra en Borneo. Voor de VOC waren de Boeginezen dan ook een machtsfactor om rekening moest houden.
Door de eeuwenlange scheepvaart op naburige eilanden, wonen Boeginezen niet alleen op Sulawesi, maar ook in kustgebieden van Kalimantan, Sumatra en Maleisië.

## Afbeeldingen

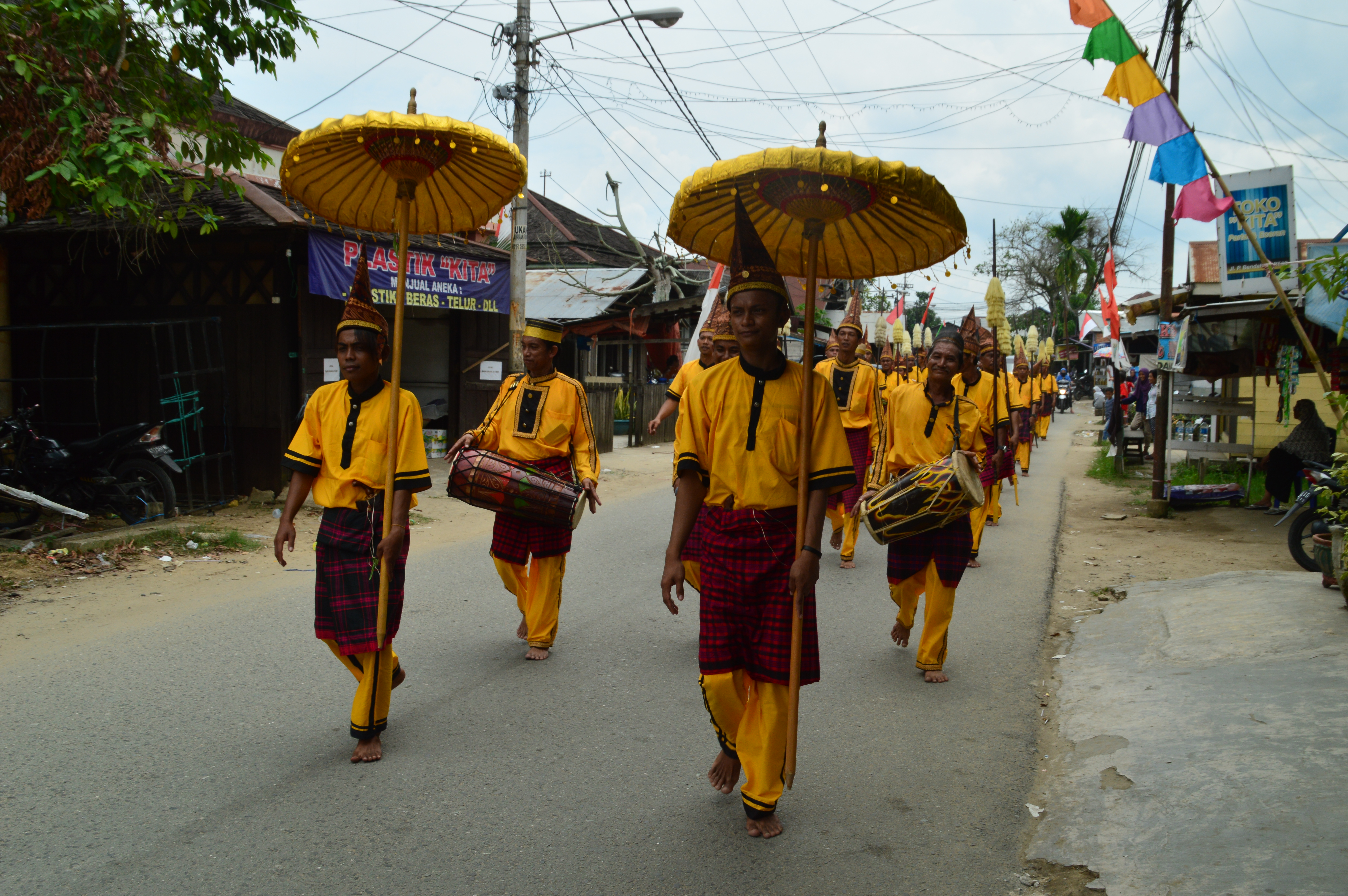
Boeginezen in traditionele kledij in een optocht
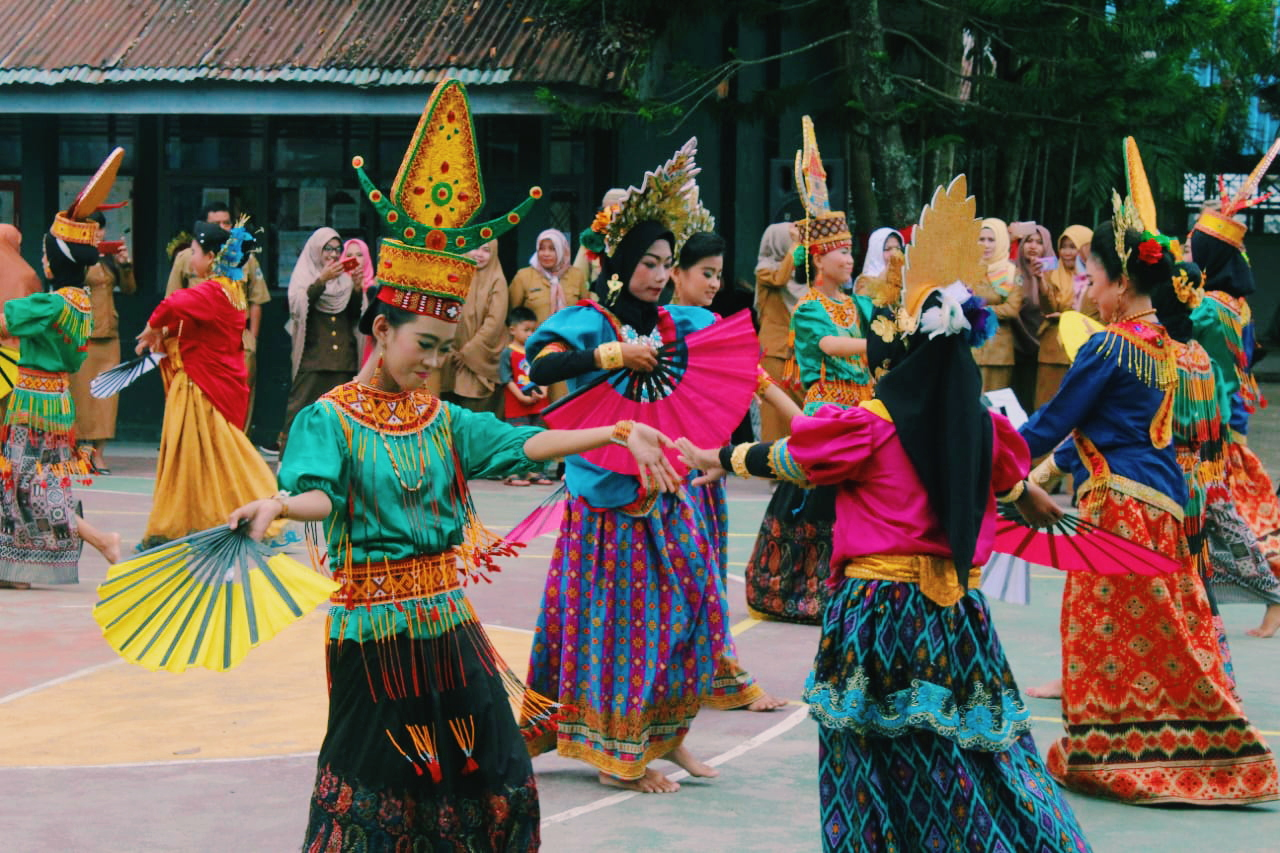
Volksdansen in Zuid-Sulawesi
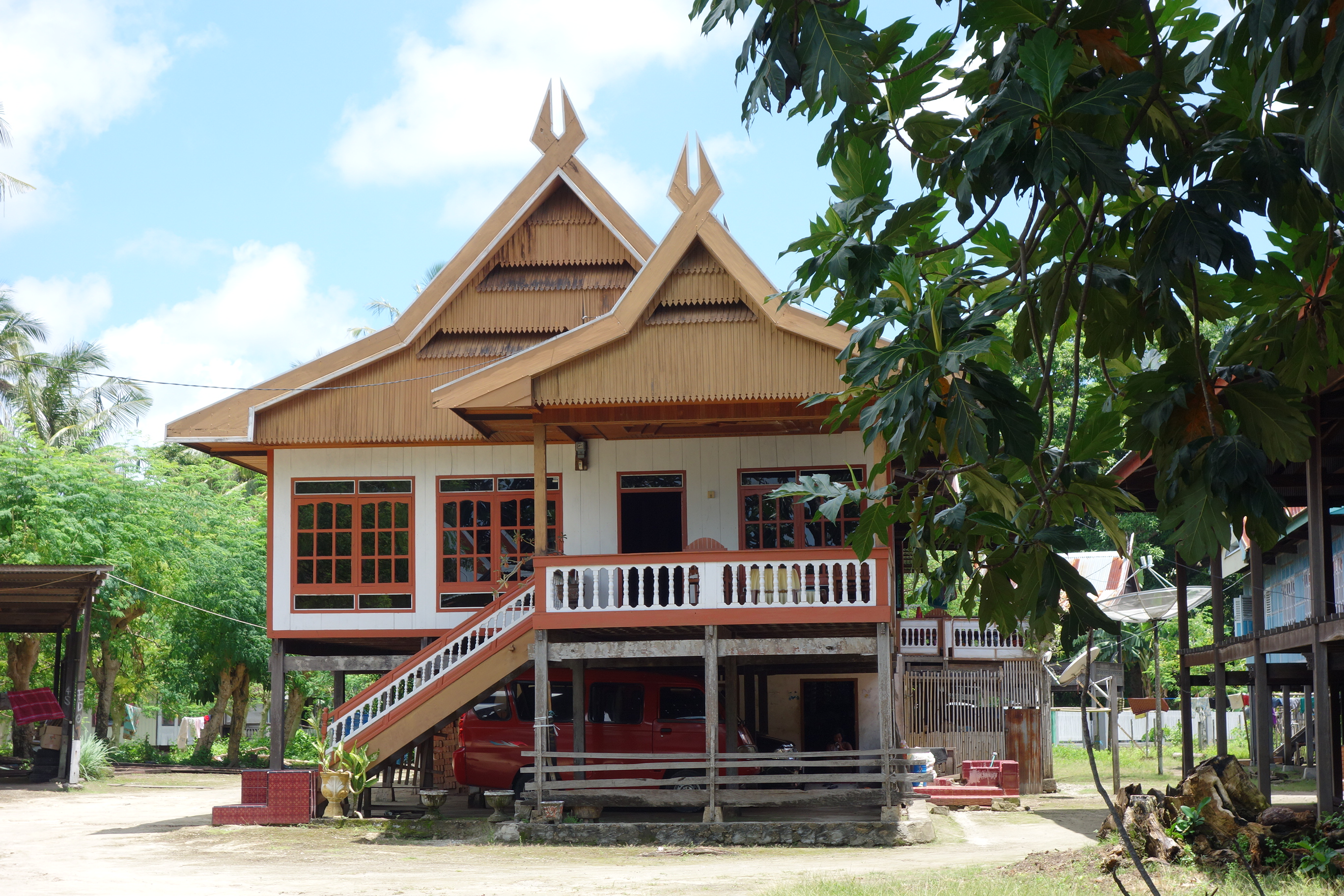
Woning in de traditionele bouwstijl
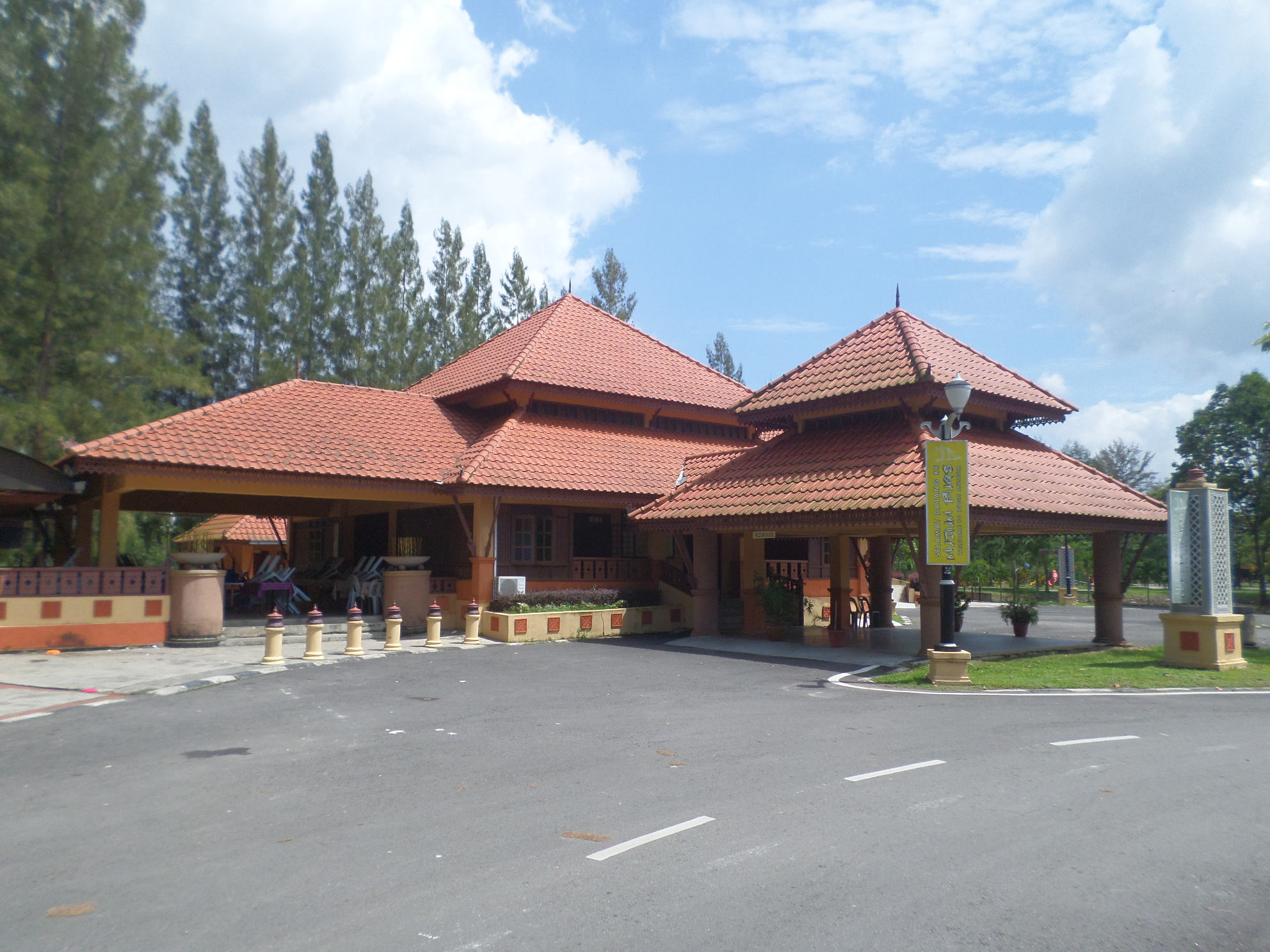
Buginees museum in Johor, Maleisië